# Stefan Roitmayer
Stefan Roitmayer (* im 20. Jahrhundert) ist ein deutscher Unternehmer und ehemaliger Automobilrennfahrer.

## Karriere
Stefan Roitmayer fuhr zu Beginn seiner Fahrerlaufbahn Kartrennen.
1996 stieg er in den GT-Motorsport ein und startete für das Team Karl Augustin mit einem Porsche 911 Carrera Cup (Typ 993) beim 4-Stunden-Rennen von Brands Hatch in der BPR GT-Langstrecken-Meisterschaft (BPR).
Von 1997 bis 1999 ging er beim Porsche Carrera Cup Deutschland an den Start. Sein bestes Saisonergebnis erreichte er 1998 mit dem 6. Rang. Im Folgejahr wurde er 9. in der Gesamtwertung.
Parallel fuhr er 1997 auch im Porsche Supercup und abermals für Karl Augustin mit einem Porsche 911 GT2 Evo (Typ 993) in der FIA-GT-Meisterschaft.
Nach einem Unfall zog er sich aus dem aktiven Motorsport zurück und startet aktuell mit verschiedenen Porsche-Rennwagen bei historischen Motorsportveranstaltungen.
Roitmayer betreibt zusammen mit seinem Vater Herwig Roitmayer eine Automobilwerkstatt, die sich auf Fahrzeuge der Marke Porsche spezialisiert hat. Neben der Fahrzeugwartung und -reparatur werden dort auch Fahrzeugrestaurationen durchgeführt.